# Каміла Мендес
Каміла Карраро Мендес (англ. Camila Carraro Mendes; нар. 29 червня 1994, Шарлотсвілл, Вірджинія, США) — американська акторка, найбільше відома по ролі Вероніки Лодж у підлітковій драмі «Рівердейл».

## Життя та кар'єра

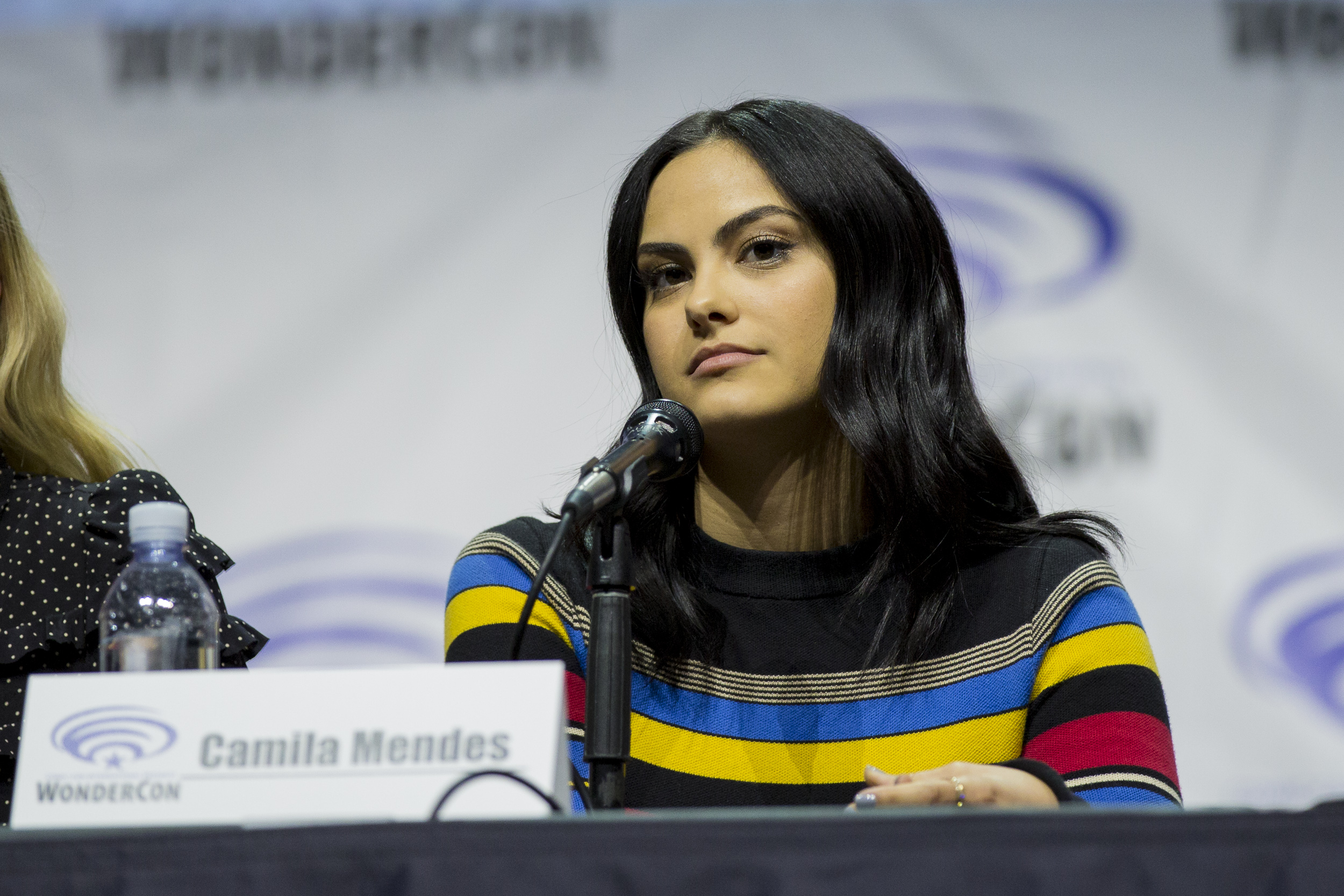
Під час WonderCon, 2017

Народилася в Шарлотсвіллі, штат Вірджинія, США у батьків бразильського походження — Джізель та Віктора Мендеса. Має португальське та італійське коріння. У Мендес є старша сестра. Її мати з Порту-Алегрі, штат Ріу-Гранді-ду-Сул; батько з Бразилії (Федеральний округ у Бразилії). Родина часто переїжджала, коли Мендес була малою, але в основному виросла в Маямі, штат Флорида, США. Ходила в Американську школу спадщини в Плантейшні. У віці 10 років прожила один рік в Бразилії. В травні 2016 року закінчила нью-йоркський університет Tisch School of the Arts. Першою роботою була зйомка в комерційному ролику для IKEA.
У 2016 році потрапила на прослуховування ролі Вероніки Лодж — персонажки телесеріалу «Рівердейл», де була прийнята та таким чином отримала свою першу головну роль у телесеріалі. Спеціально під неї Вероніку Лодж та сім'ю Лоджів зробили Латиноамериканцями.[джерело?]

## Особисте життя
Каміла Мендес — бразильська американка, яка ідентифікує себе як латиноамериканка. Вона говорить португальською.
Під час навчання в Нью-Йоркському університеті Каміла зазнала сексуального насильства, після якого зробила татуювання з написом «побудувати дім», що символізує її прагнення створити стабільність і безпеку для себе.
Зустрічалася з фотографом і режисером  Яном Воллесом з 2013 по 2017 рік. Зустрічалася з колегою по «Рівердейлу»  Чарльзом Мелтоном до жовтня 2018 року; вони розлучилися до грудня 2019. У 2023 році розповіла, що зустрічається з актором Руді Манкузо.

## Фільмографія

### Кіно
| Рік  | Назва                    | Роль          | Примітки |
| ---- | ------------------------ | ------------- | -------- |
| 2018 | The New Romantic         | Морган        |          |
| 2019 | The Perfect Date         | Шелбі Пейс    |          |
| 2019 | Coyote Lake              | Естер         |          |
| 2020 | Зависнути у Палм-Спрінгс | Тала          |          |
| 2020 | Небезпечна брехня        | Кеті Франклін |          |
| 2022 | Зробімо помсту           | Drea Torres   |          |
| 2024 | Підвищення               | Ана Сантос    |          |
| 2026 | Володарі всесвіту        | Тіла          |          |

### Телебачення
| Рік       | Назва     | Роль          | Примітки                             |
| --------- | --------- | ------------- | ------------------------------------ |
| 2017–2023 | Рівердейл | Вероніка Лодж | головна роль                         |
| 2020      | Сімпсони  | Тесса Роуз    | епізод «The Hateful Eight-Year-Olds» |

## Нагороди та номінації
| Рік  | Нагорода           | Категорія            | Предмет номінації | Результат | Виноски |
| ---- | ------------------ | -------------------- | ----------------- | --------- | ------- |
| 2017 | Teen Choice Awards | Choice Scene Stealer | Рівердейл         | Перемога  | [ 13 ]  |